# Манька
«Манька» — радянський кіноальманах з двох новел 1984 року, знятий режисерами Ольгою Наруцькою і Анатолієм Нікітіним на «Мосфільм» і «Ленфільм» та Кіностудії ім. М. Горького

## Сюжет
Кіноальманах складається з двох новел: «Манька» і «Нам не дано передбачити».

### «Манька»
Щодня через ліс вирушає на далекий тон до рибалок листоноша Манька. І щоразу дівчина-сирота, знаючи з яким нетерпінням чекають чоловіки звісток, вигукує дивовижні заклинання. І не знає Манька, як сказати коханому Порфирію, що його Олена захопилася заїжджими морячками і забула про рибалку.

### «Нам не дано передбачити»
Випадкова зустріч, шалене кохання. Лише кілька годин провели разом в обложеному Ленінграді заводська дівчина Таня та юний лейтенант Саша, який вирушав зі своєю частиною на передову.

## У ролях
- Костянтин Воробйов — Саша Носов, лейтенант із Москви
- Євдокія Германова — Таня Агєєва
- Ольга Єлісєєва — головна роль
- Любов Мочаліна — головна роль
- Галина Ульянова — головна роль
- Євген Карельських — головна роль
- Олександр Карін — другорядна роль
- Ольга Лебедєва — другорядна роль
- Ольга Онищенко — другорядна роль
- А. Преде — другорядна роль
- Олена Сотникова — другорядна роль
- Геннадій Фролов — другорядна роль
- Борис Шувалов — другорядна роль

## Знімальна група
- Режисери — Ольга Наруцька, Анатолій Нікітін
- Сценаристи — Надія Кожушана, Олена Райська
- Оператори — Анатолій Гришко, Валерій Мартинов
- Композитори — Олександр Харютченко, Альгірдас Паулавічюс
- Художник — Олексій Рудяков